# Městské opevnění (Písek)

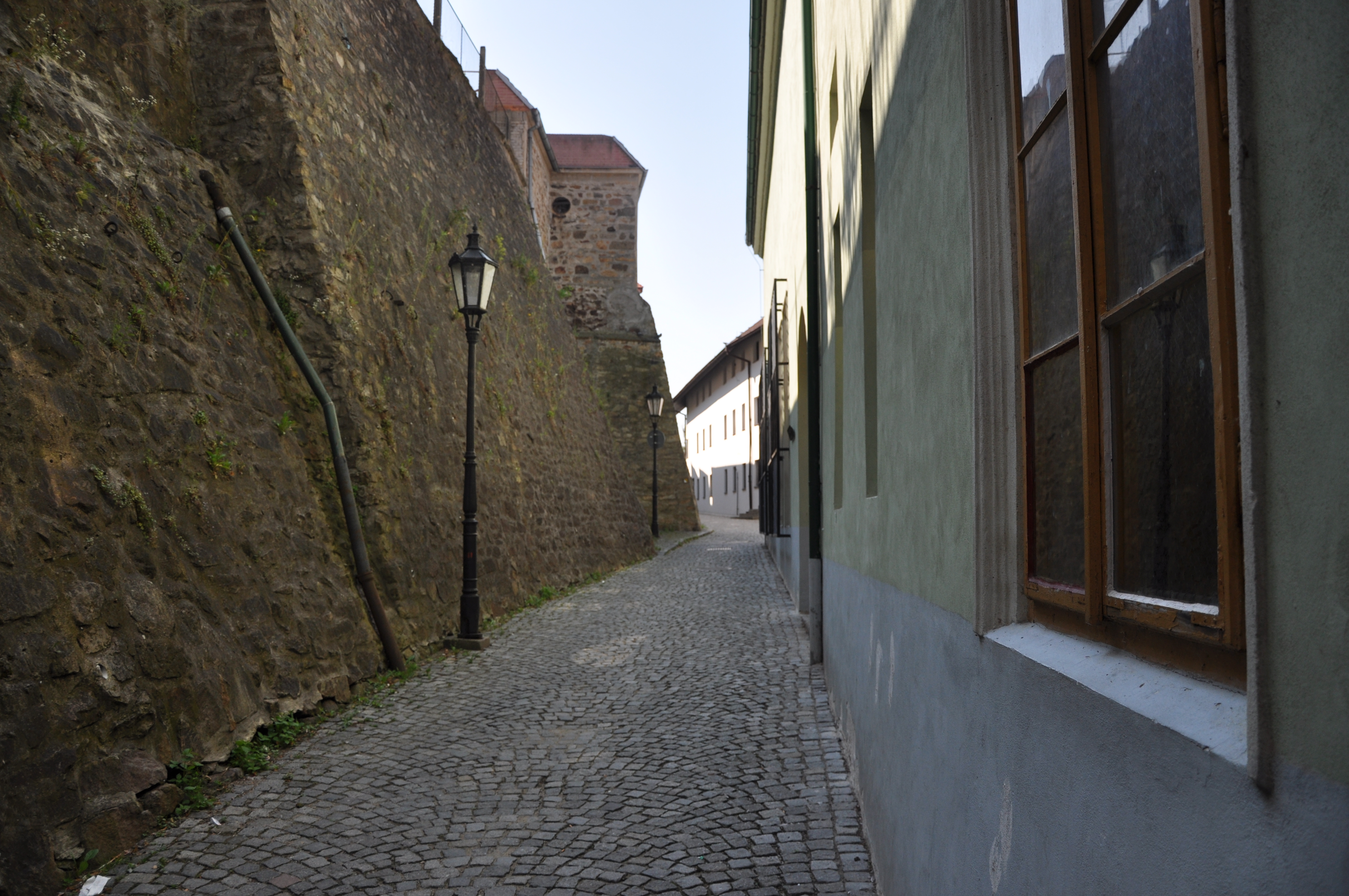
Dochovaná část historických hradeb

Pozůstatky městského opevnění v Písku se nacházejí na několika místech jihočeského města. Jsou chráněny jako kulturní památka.
Opevnění bylo zbudováno v souvislosti s vznikem města ve 13. století ve výšce šest metrů. Během patnáctého století až sedmnáctého století byly původní hradby zesíleny a zvýšeny, takže na některých místech byly až deset metrů vysoké. Trasování hradeb kopírovalo vymezení současného historického jádra města. Hradby byly dlouhé 1400 metrů. Před hradbami se nacházel příkop. Samotné hradby byly dvouřadé, mezi nimi se nacházel parkán, který sloužil obráncům města k umístění dvou řad střelců nad sebou.
Do města bylo možné vstoupit třemi branami (Pražská, Budějovická, Putimská) a později i několika menšími brankami. Do moderních dob se nedochovala žádná z nich. Vzpomínka na putimskou bránu na jihovýchodním okraji města, se dochovala díky lidové písni Když jsem já šel tou Putimskou branou. Na severovýchodním okraji historického centra se nicméně dochovala věž s kruhovým půdorysem, která byla začleněna do místní zástavby. 
Opevnění bylo zbouráno v závěru devatenáctého století v souvislosti s rozvojem města. Do dnešních dob se dochovaly jen jeho fragmenty. Ty byly využity jako součást zdiva nově budovaných domů (např. Budovcově ulici nebo naproti Palackého sadům). Dochovaný úsek hradeb se nachází v ulicích Podskalí a Hradební II. jižně od historického jádra a v blízkosti řeky Otavy.